# Scharrachbergheim-Irmstett
Scharrachbergheim-Irmstett ist eine französische Gemeinde mit 1280 Einwohnern (Stand 1. Januar 2021) östlich der Mossig im Département Bas-Rhin in der Europäischen Gebietskörperschaft Elsass und in der Region Grand Est.

## Geografie
In der Gemarkung von Scharrachbergheim-Irmstett liegen der 246 m hohe Amberg und der 301 m hohe Scharrach. Die Umgebung ist geprägt durch Äcker und Weinberge. Mit der Nachbargemeinde Dahlenheim teilt Scharrachbergheim-Irmstett sich die Grand-Cru-Weinlage Engelberg. Die umliegenden Gemeinden sind Osthoffen im Osten, Dahlenheim im Südosten, Soultz-les-Bains im Süden, Traenheim im Westen und Odratzheim im Nordwesten.

## Geschichte
In Scharrachbergheim gab es örtlich eine Familie des Niederadels von Scharrach, die der Siedlung ihren Namen gab.
Die heutige Gemeinde entstand am 1. Januar 1975 durch die Fusion der Gemeinden Scharrachbergheim und Irmstett.

### Bevölkerungsentwicklung
| Jahr      | 1962 | 1968 | 1975 | 1982 | 1990 | 1999 | 2006 | 2017 |
| --------- | ---- | ---- | ---- | ---- | ---- | ---- | ---- | ---- |
| Einwohner | 620  | 660  | 632  | 854  | 1001 | 992  | 1085 | 1215 |

## Politik
Scharrachbergheim-Irmstett stellt vier Delegierte in der Communauté de communes de la Porte du Vignoble.

## Wappen
Von Scharrachberg und Irmstett sind historische Wappen überliefert:

Scharrachbergheim
Irmstett

## Bauwerke

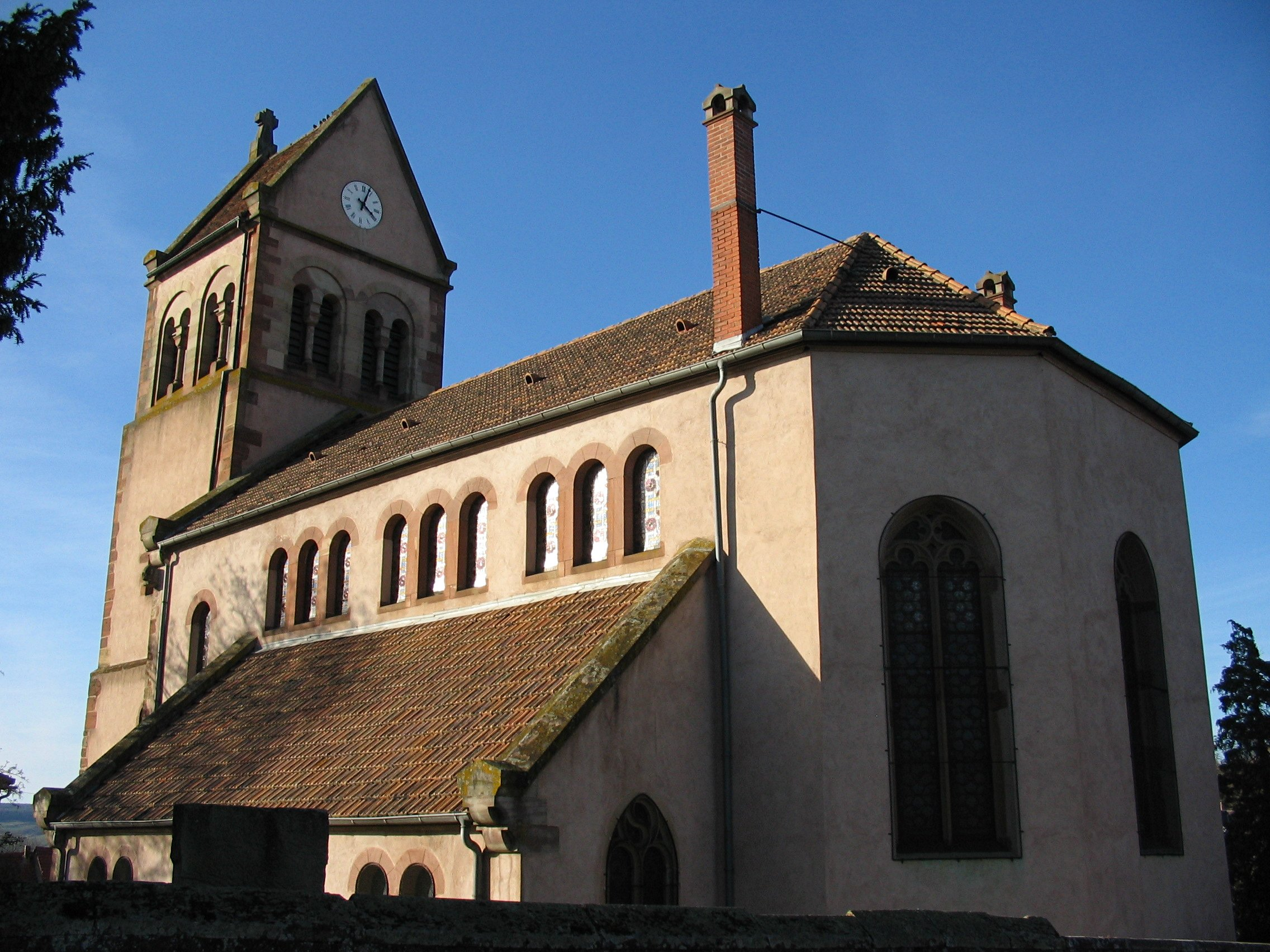
Protestantische Kirche (Rückansicht)
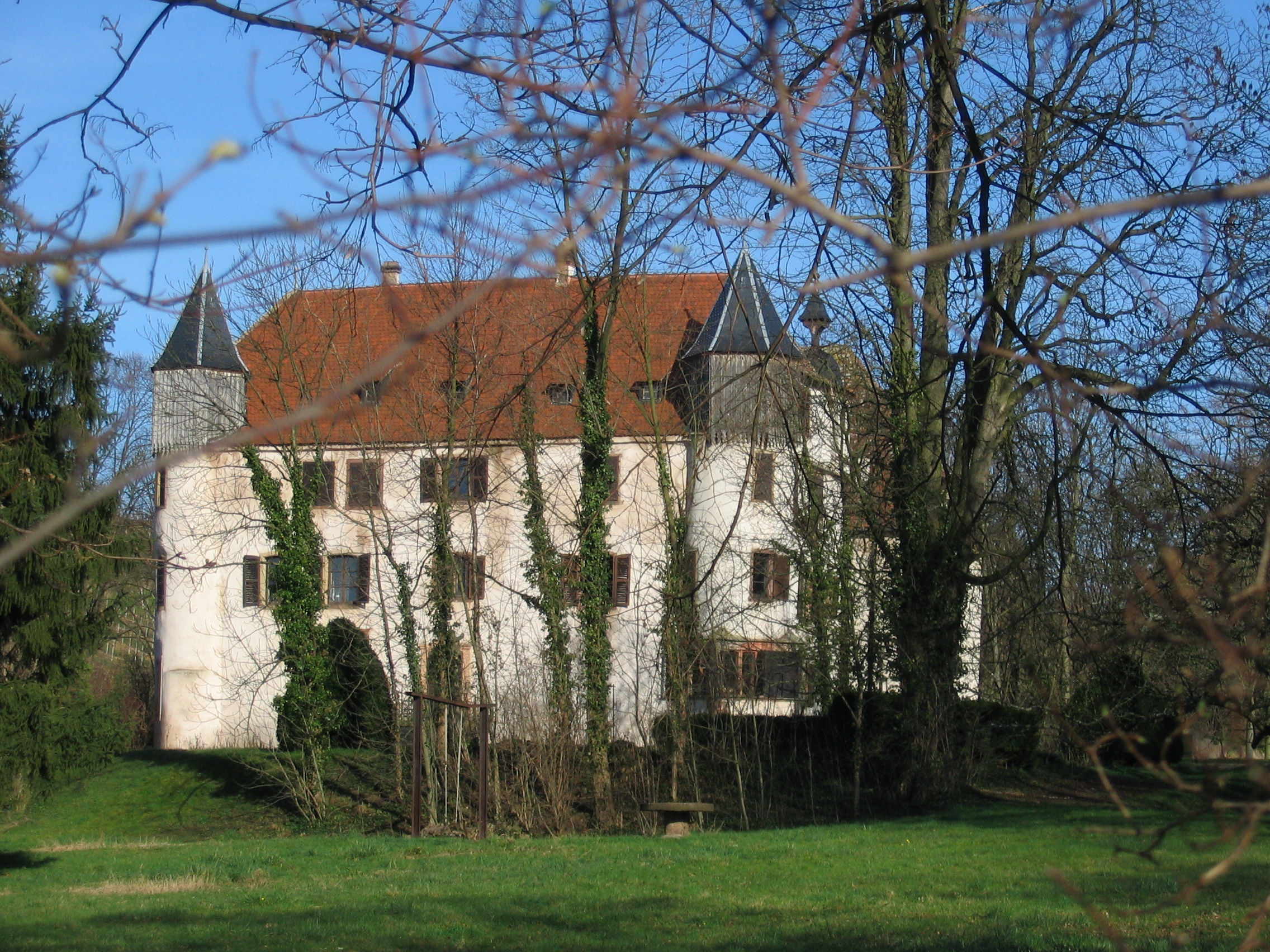
Schloss

- Scharrachbergheim-Irmstett hat keinen Bahnhof mehr. Heute existiert noch das ehemalige Empfangsgebäude.
- Die katholische Kirche Saint-Jean-Baptiste stammt aus dem 19. Jahrhundert.
- Die protestantische Kirche wurde im 12. Jahrhundert erbaut und im 19. Jahrhundert erneuert.
- Ein Schloss, in dem sich ein Fort befand, befindet sich heute in privatem Besitz.
- Die Wasserburg ist ein Schloss, das 1450 von Jean de Scharrach erbaut wurde.

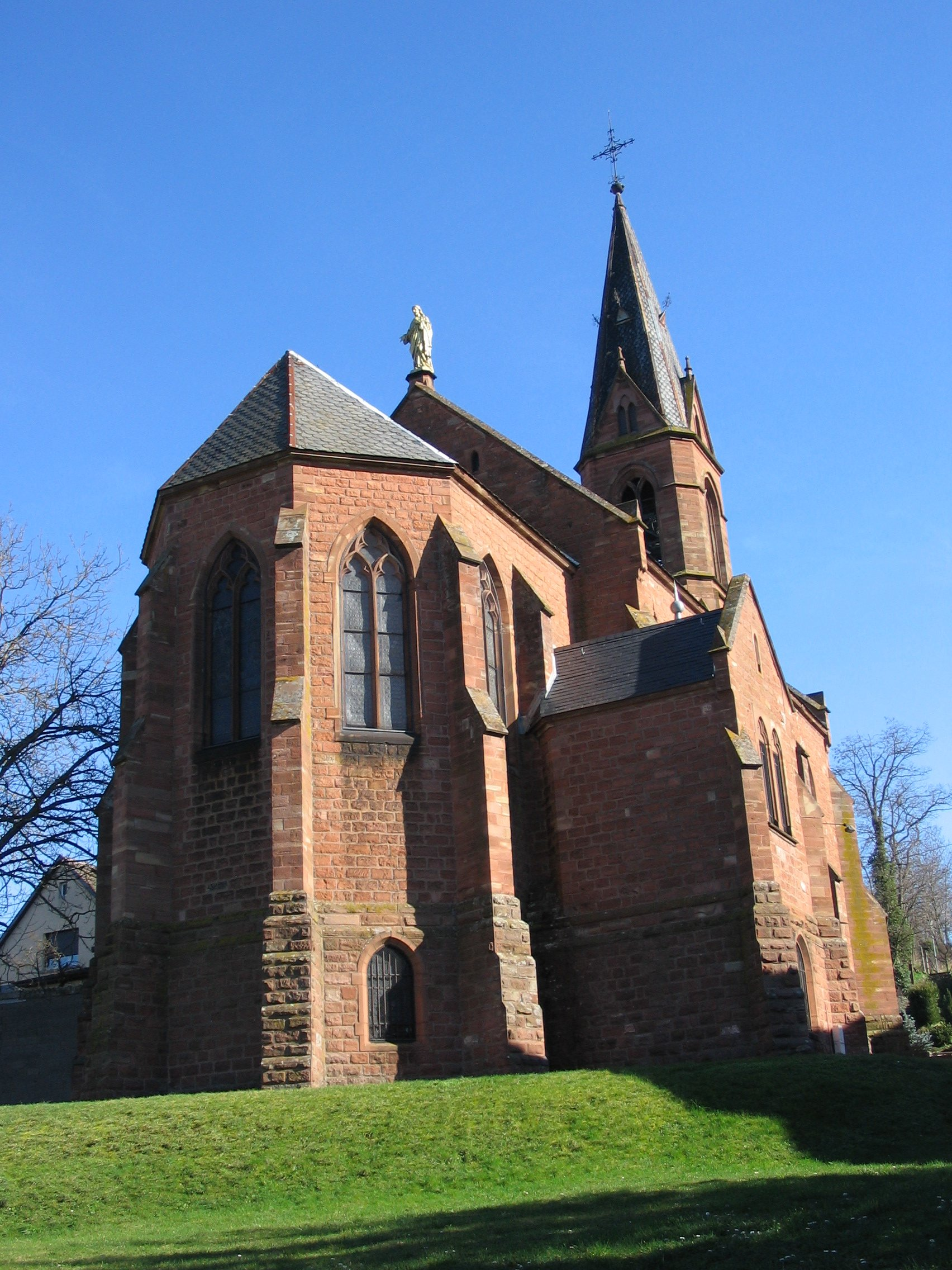
Saint-Jean-Baptiste (katholisch)
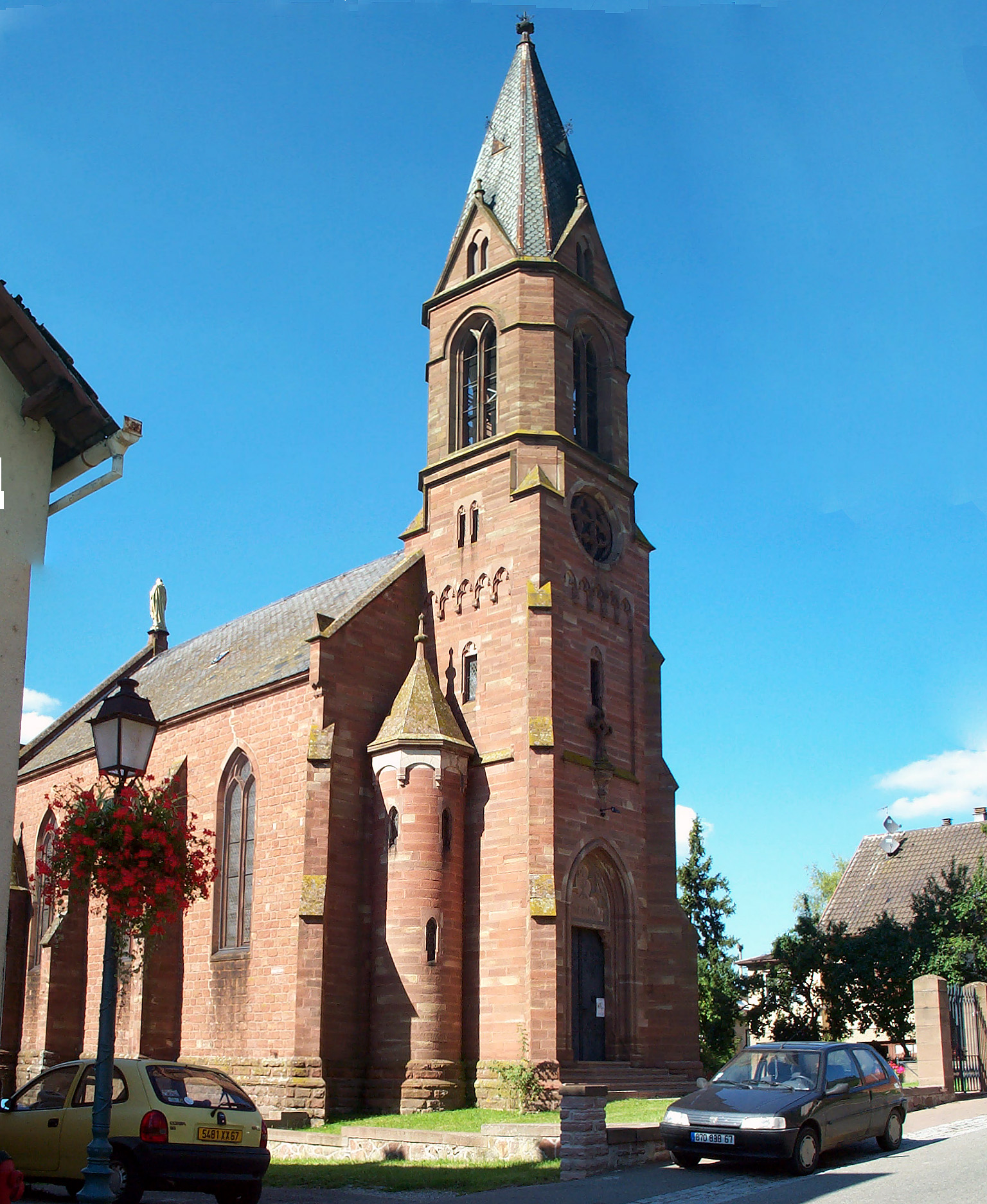
St-Jean-Baptiste
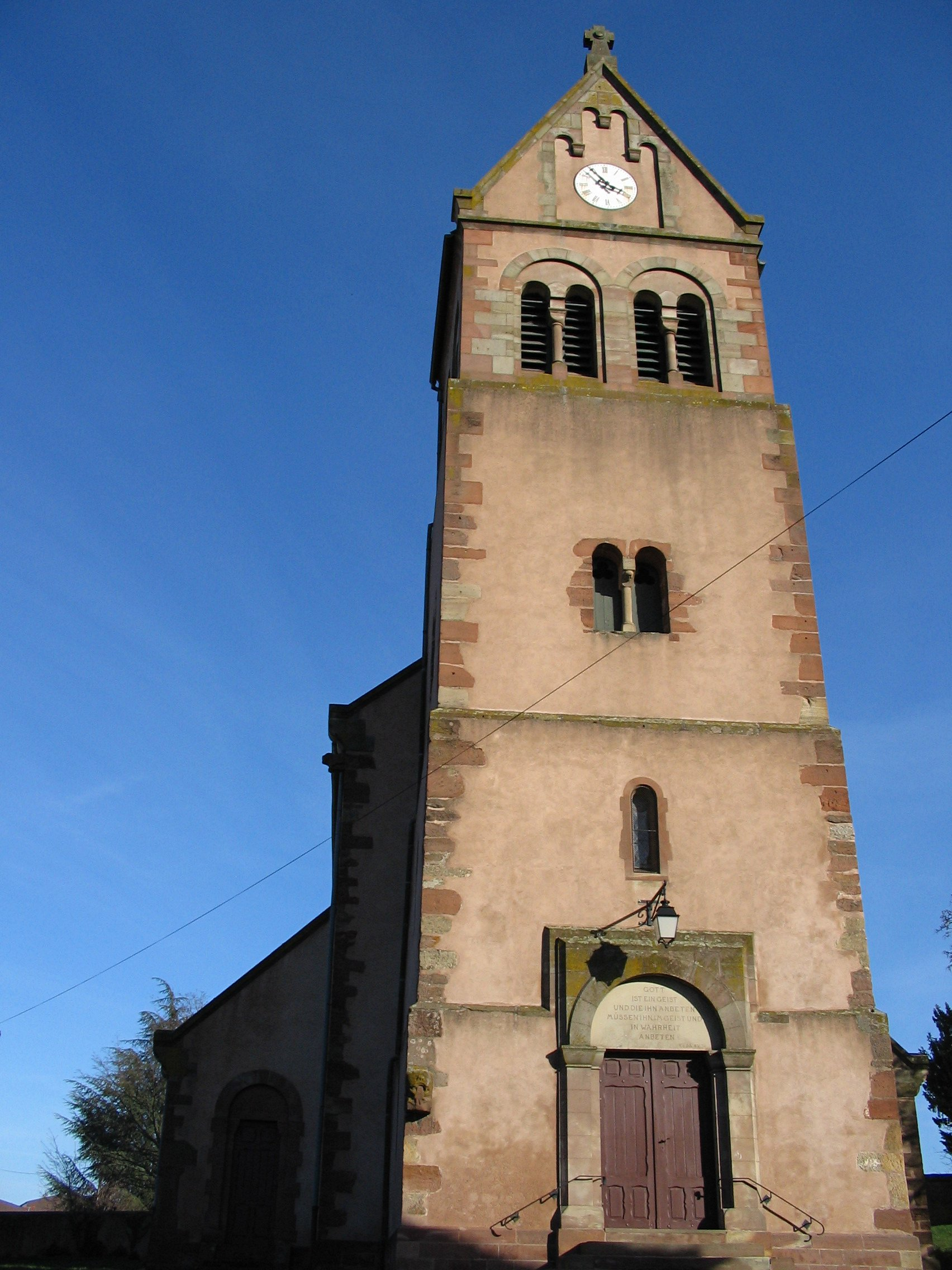
Protestantische Kirche
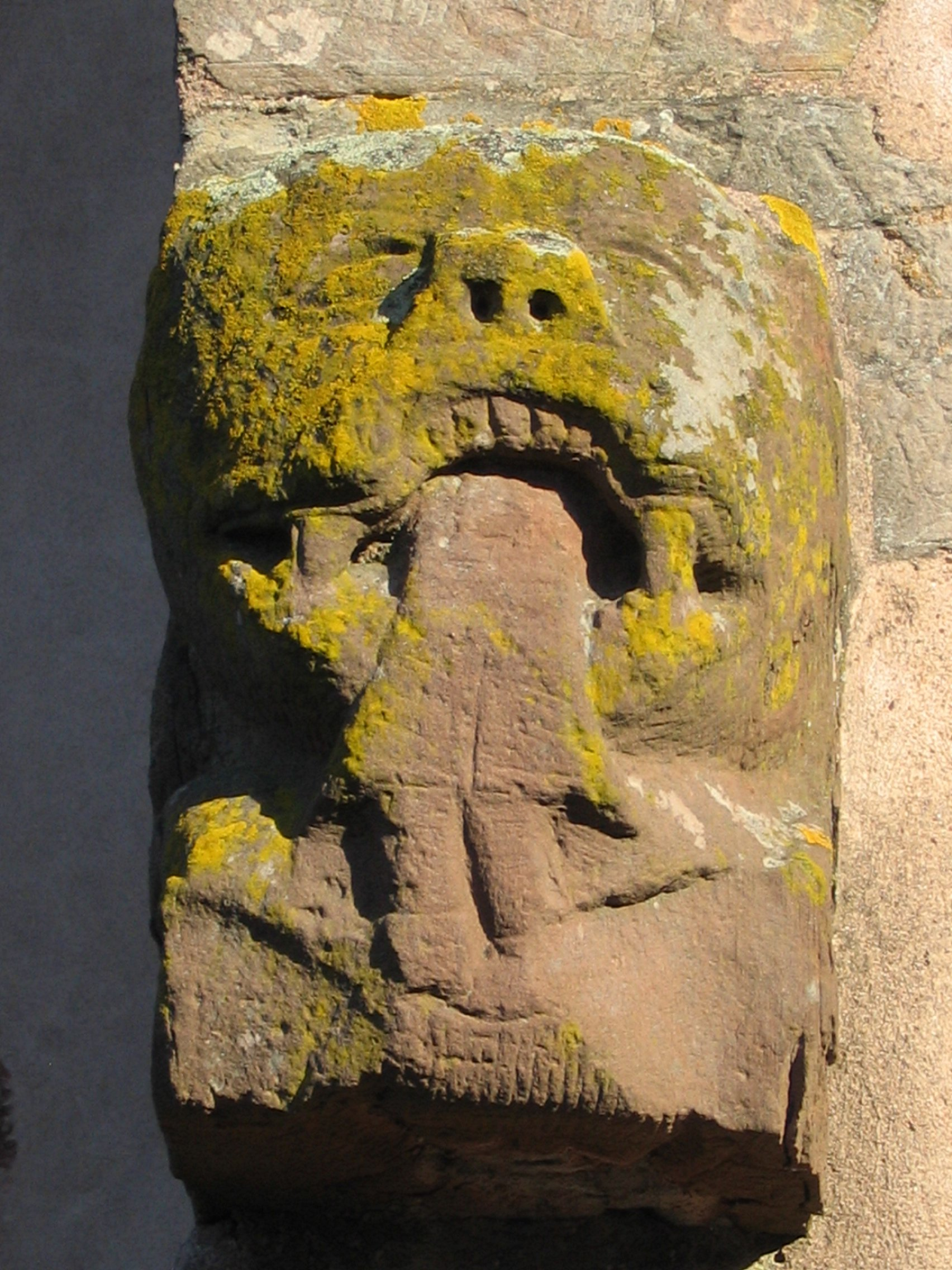
Fassadendetail